# Harald Jerichau

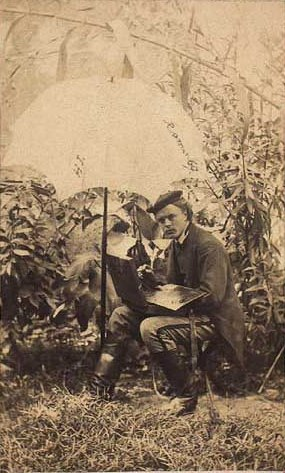
Harald Jerichau, 1869

 Harald Adolf Nikolaj Jerichau  (* 17. August 1851 in Kopenhagen; † 6. März 1878 in Rom) war ein dänischer Maler.

## Leben
Harald Jerichau war ein Sohn des Künstlerehepaares Jens Adolf Jerichau und Elisabeth Jerichau-Baumann. Eine erste Ausbildung erhielt er in Kopenhagen bei Frederik Christian Lund und Eiler Rasmussen Eilersen. 1867 bis 1868 besuchte er die Klasse für perspektivische Malerei der Kunstakademie. Er ging dann nach Rom zu Jean-Achille Benouville von der Académie de France à Rome und bildete sich anschließend durch Studien in der Natur zum Landschaftsmaler aus. Seit 1870 malte er Ansichten aus der Umgebung Roms.
1869, 1872 und 1874 bereiste er Griechenland, Kleinasien und die Türkei. 1874 heiratete er die Schlesierin Maria Kutzner, seine Cousine, die 1876 in Neapel verstarb, was ihn sehr schmerzte. Später, nachdem er wieder etwas Arbeitsfreude entwickelt hatte, lebte Jerichau meist in Rom, wo er am 6. März 1878 im Alter von 26 Jahren vermutlich an Typhus oder Malaria starb. Jerichaus Grab befindet sich auf dem Protestantischen Friedhof in Rom.

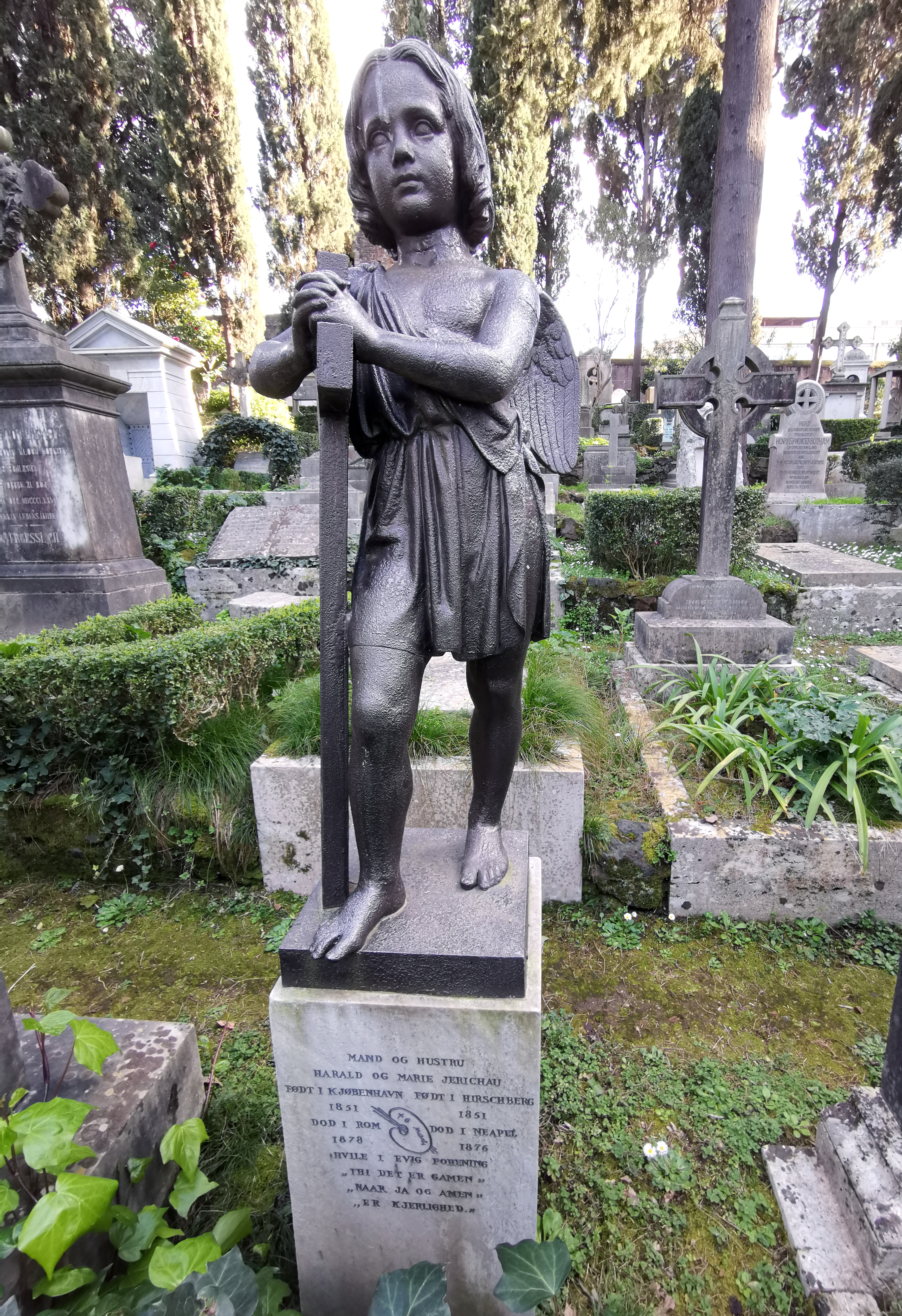
Grab auf dem Nichtkatholischen (Protestantischen) Friedhof Rom

Zu seinen Hauptbildern gehören ein Strand von Sorrent und die im Museum zu Kopenhagen befindliche Karawane von Sardes.

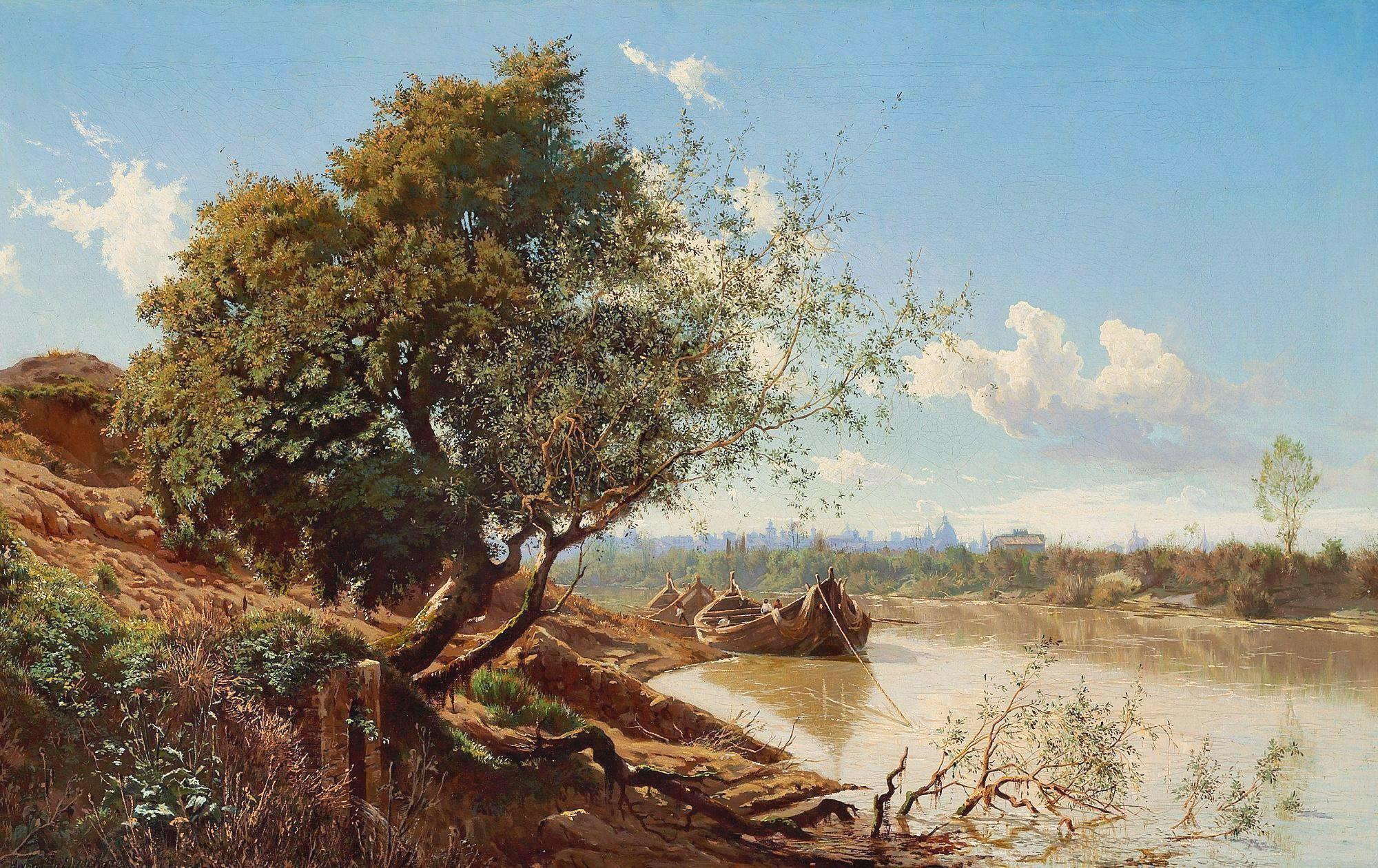
Boote auf dem Tiber vor Anker. Im Hintergrund die Dächer von Rom. Öl auf Leinwand, 56 × 83 cm, Rom 1871
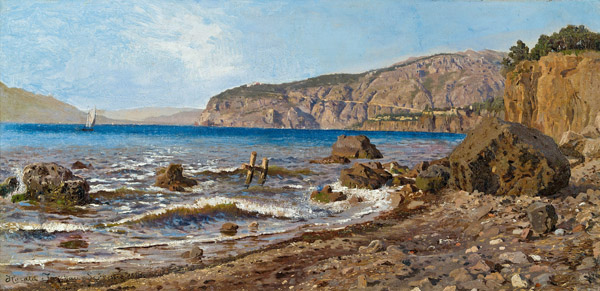
Küste bei Sorrent. Öl auf Leinwand, 27,5 × 55,5 cm, Sorrent 1870